# Gaffelhoorntje
Het gaffelhoorntje (Calocera furcata) is een schimmel behorend tot de familie Dacrymycetaceae. Hij leeft saprotroof op dood naaldhout, vooral grove den (Pinus sylvestris) en soms spar (Picea), in naaldbossen op droge voedselarme zandgrond en veroorzaakt bruinrot. Hij vormt vruchtlichamen die geel van kleur zijn. De soort is bekend uit Japan en Europa.

## Kenmerken

### Uiterlijke kenmerken
De vruchtlichamen van het gaffelhoorntje zijn lichtgeel, hoornvormig en zijn 10–20 × 1 mm groot. Hun oppervlak is glad of licht gerimpeld in de lengte en plakkerig. Ze wortelen vaak diep in het substraat. Ze zijn soms aan de bovenkant licht gevorkt of vertakt. Ze hebben alleen een onduidelijk gevormde steel, de rest van het vruchtlichaam is bedekt met vruchtbaar hymenium.

### Microscopische kenmerken
Er is een monomitisch hyfensysteem, dwz bestaat alleen uit generatieve hyfen. Het binnenste vruchtlichaam bestaat uit een compact hyfennetwerk omgeven door een lossere structuur, die op zijn beurt wordt bedekt door een compacte hymeniale laag. De sporen zijn glad, inamyloïde, met drie septa met verdikte tussenschotten. Dit laatste is het enige duidelijke onderscheidende kenmerk ten opzicht van het geel hoorntje (Calocera cornea).

## Verspreiding
Het gaffelhoorntje is gevonden in Japan en in verschillende Europese landen. In Europa strekt het verspreidingsgebied zich uit van Frankrijk tot Finland. In Nederland komt het matig algemeen voor. Het staat op de rode lijst in de categorie 'Kwetsbaar'.

## Habitat
De soort is een saprobiont op dode naaldbomen, in wiens hout het bruinrot veroorzaakt door cellulose af te breken. Het meest voorkomende substraat is de gewone zilverspar (Abies alba), maar ook diverse dennen (Pinus), jeneverbes (Juniperus communis) en de Europese lork (Larix decidua) worden aangevallen.\